# Камминс, Эдвард
Эдвард Макклеллан «Нед» Камминс (англ. Edward McClellan "Ned" Cummins; 25 июля 1886, Чикаго, Иллинойс — 21 ноября 1926, Нью-Бритен) — американский гольфист, чемпион летних Олимпийских игр 1904.
На Играх 1904 в Сент-Луисе участвовал в двух турнирах. В командном он занял 25-е место, и в итоге его команда стала первой и выиграла золотые награды. В одиночном разряде он занял 25-е место в квалификации, но пройдя в плей-офф, закончил соревнование уже в первом раунде.